# Наримановський (Астраханська область)
Наримановський (рос. Наримановский) — селище у Нарімановському районі Астраханської області Російської Федерації.
Входить до складу муніципального утворення Рассвєтська сільрада.